# Эсья
Эсья (исл. Esja, или Esjan) — гора, расположенная в юго-западной части Исландии, примерно в 10 километрах к северу от столицы Исландии Рейкьявика. Высота над уровнем моря — 909 метров.

## Формирование
Эсья возникла в конце плейстоцена, с началом ледникового периода. До оледенения она складывалась прежде всего из слоев лавы, а во время ледникового периода под ледником сформировались туфовые гребни. Западная часть хребта является самой старой (около 3,2 млн лет), а восточная часть - самой молодой (около 1,8 млн лет). Причина этого в том, что движение литосферной плиты от рифта, рассекающего Исландию, постоянно сдвигает Эсью на запад, в сторону от активной вулканической зоны.
Восточные вершины, именуемые Моускардсхнукар (исл. Móskarðshnúkar), сложены необычайно светлым камнем. Это риолит, нередко встречающейся в Исландии вблизи как старых, так и активных центральных вулканов.

## Восхождения
Эсья — популярная зона посещения среди туристов и альпинистов, благодаря своему близкому расположению к Рейкьявику. Самые известные пешеходные тропы ведут к вершинам Þverfellshorn (780 м) и Kerhólakambur (851 м). К Þverfellshorn также можно добраться на общественном транспорте.

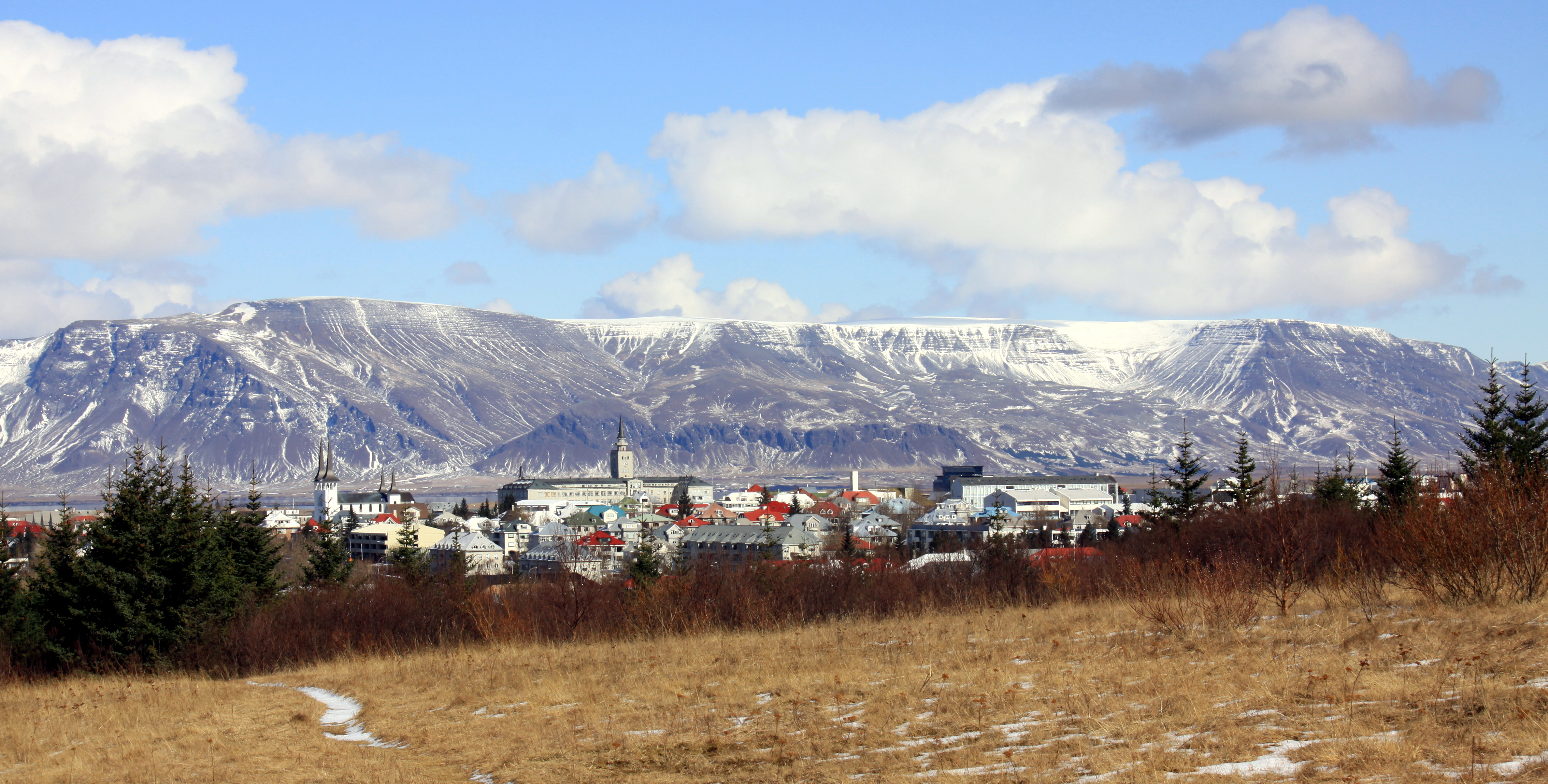
Эсья, видимая с окраины Рейкьявика, от городской котельной Перлан

Путь к вершинам разделен на участки, отмеченные специальными знаками. Каждый знак указывает на сложность пути по системе оценок сложности от 1 (легкая) до 3 (сложная). Под номером 3 опытные альпинисты могут выбрать восхождение прямо на вершину, более лёгкий путь ведёт направо. Примерно после 6,6 километров ходьбы на высоте 597 метров появляется большая скала под названием Steinn. Именно здесь большинство неопытных альпинистов поворачивают обратно, поскольку путь далее становится все труднее.
Самая высокая точка высотой 914 м называется Hábunga. Из Þverfellshorn, чтобы добраться до Хабунги, потребуется еще три километра пройти на северо-восток через скалистое плато, без указателей направления. По состоянию на август 2011 года Хабунга была отмечена только большой пирамидой из камней с деревянной палкой наверху.